# Lembrança de São Paulo - Avenida Paulista

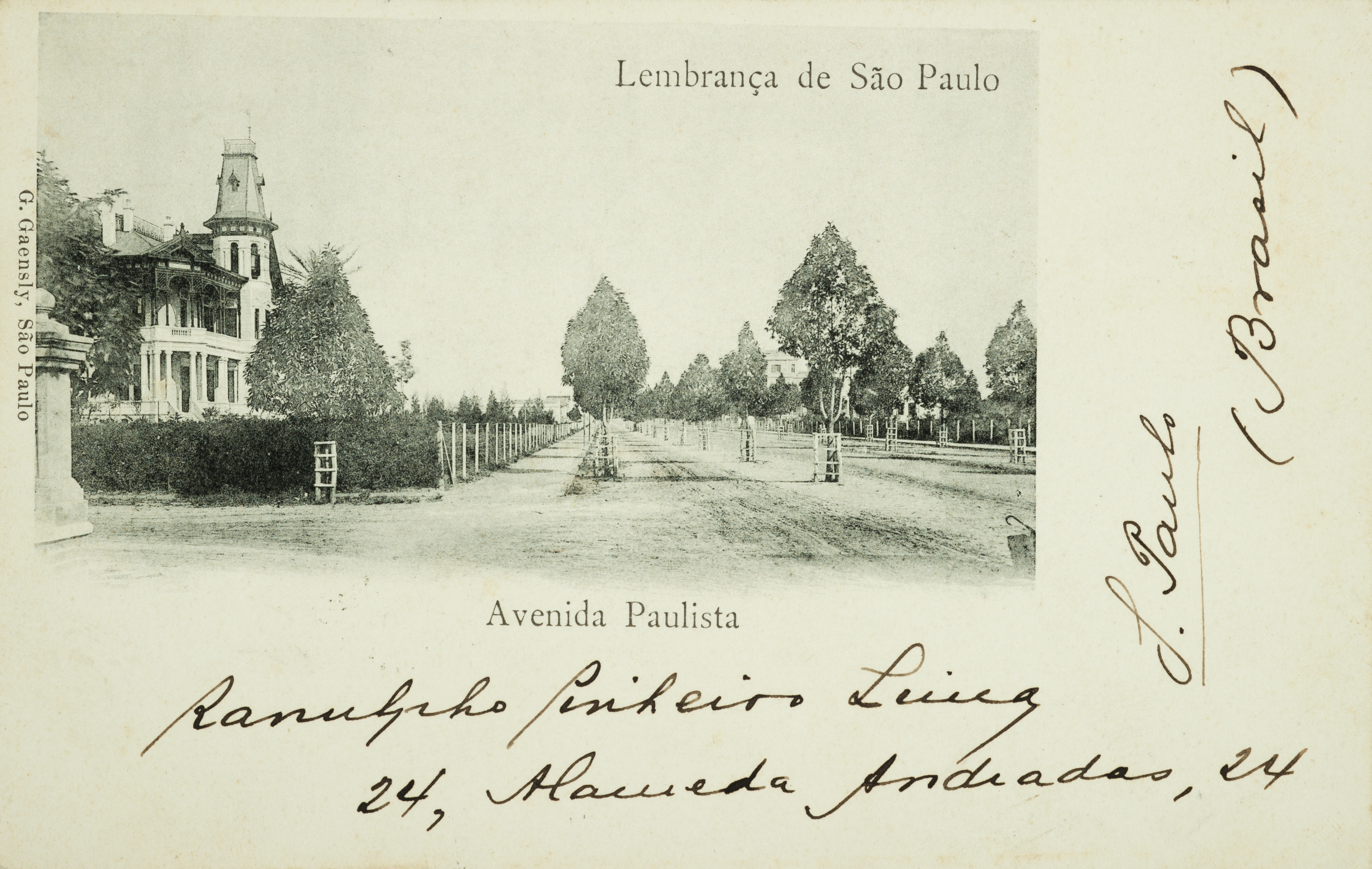
Cartão postal com a fotografia "Lembrança de São Paulo - Avenida Paulista".

Lembrança de São Paulo - Avenida Paulista é uma fotografia de Guilherme Gaensly, normalmente reproduzida em cartões postais. É considerada o primeiro retrato da Avenida Paulista, em São Paulo, provavelmente tirada nos últimos anos do século XIX. A técnica é a fototipia.
Na imagem, em específico, vê-se o Palacete Von Bülow, de Adam Ditrik von Bülow, cuja construção foi finalizada em 1895. Essa residência foi uma das primeiras da avenida e era frequentemente utilizada para fotos panorâmicas da Avenida Paulista na época. A fotografia foi realizada a partir da Alameda Campinas, na direção do Paraíso, provavelmente no outono, devido à direção das sombras das árvores. Assim como outros cartões postais de Gaensly, no que ficou conhecida como uma marca de seus registros, há a tentativa de representar São Paulo como uma cidade moderna.
O cartão postal integra a coletânea Lembrança de São Paulo, de Gaensly, que conta com 49 imagens de São Paulo. São incluídas na coletânea fotos de Gaensly no período em que esteve à frente da empresa Gaensly e Lindemann, dissolvida em 1900.
No canto inferior direito da fotografia, percebe-se uma mala e um guarda-chuva, provavelmente do Gaensly.
O Museu Paulista da USP abriga uma versão da fotografia, em formato de cartão postal, com o número de inventário 1-17976-0000-0000.
Em Lembrança de São Paulo, Gaensly ainda fotografa a Avenida Paulista de outros pontos de vista.

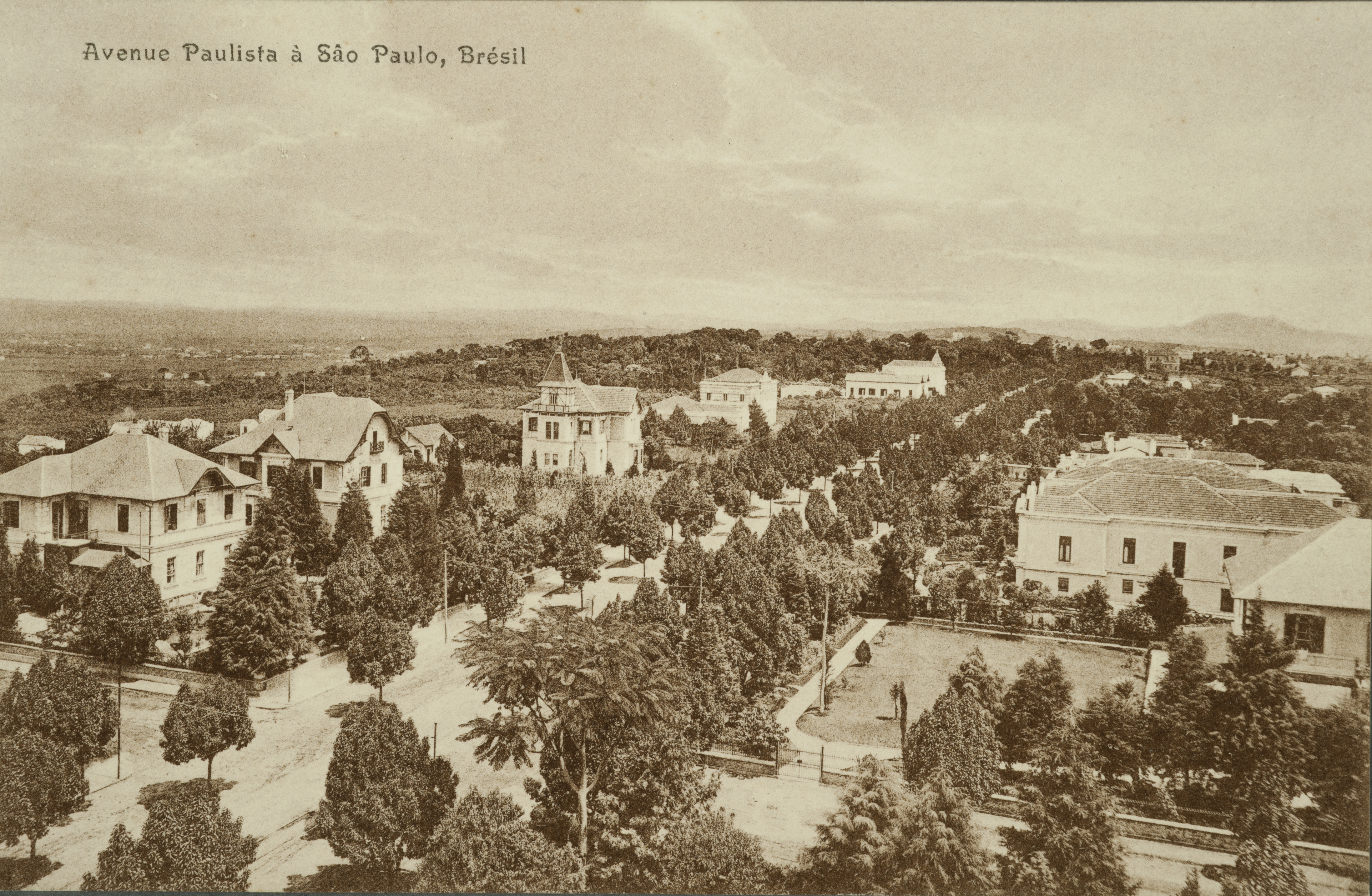
Palacetes da Avenida Paulista
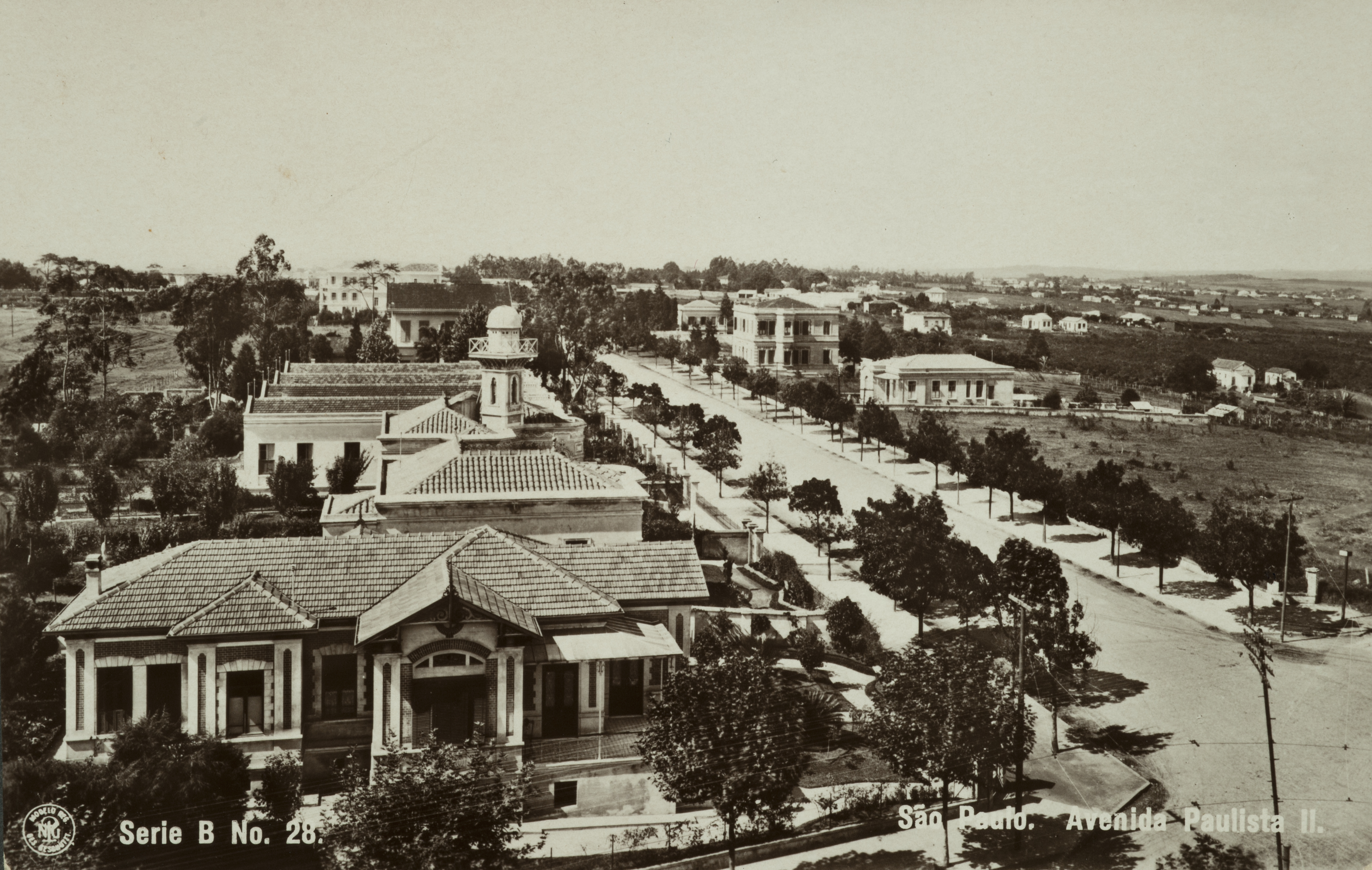
Avenida Paulista em direção à região do Paraíso
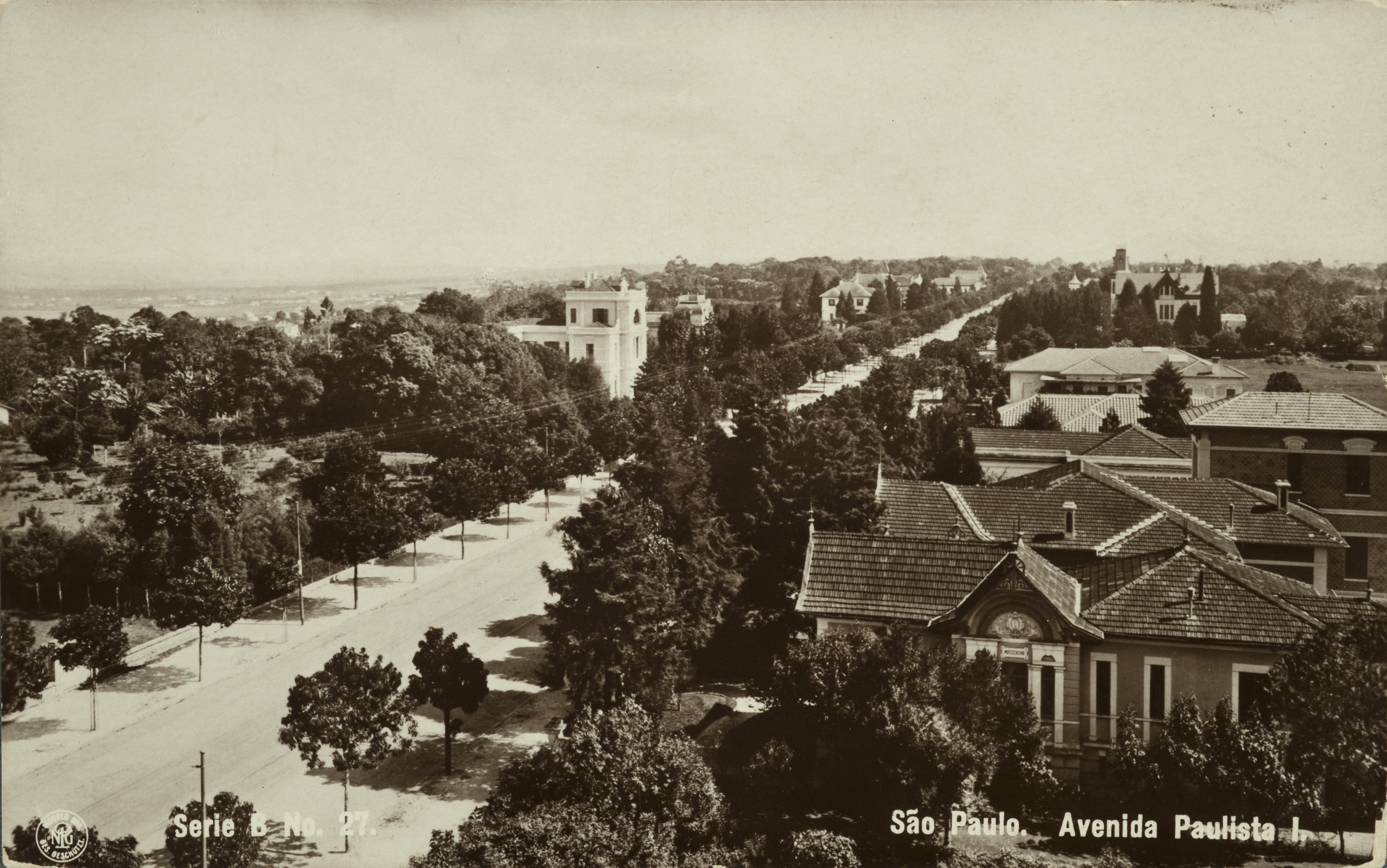
Avenida Paulista em direção à Consolação